# Битка при София (1349)
Битката при София (1349) е сражение между войските на княз Иван Асен IV и Сюлейман паша Гази около София, което завършва с временното отблъскване на османците. Следващото им нападение е регистрирано чак през 1355 година. 

През 1349 година Сюлейман паша Гази нахлува в българските земи с 20 000 конници които са пресрещнати от войските на княз Иван Асен IV близо до София. Според турските хроники „загинали много еничари“. Битката е ожесточена и двете страни дават много жертви. В нея загива и самият княз Иван Асен IV. Според анонимната българска хроника: 
| „ | ...Турците убиха Асена и погинаха голямо число българи" | “ |

Въпреки тежките загуби българите успяват да отблъснат турските сили и да задържат временнно София от техните набези.
Османците обаче се завръщат във владенията си с голяма плячка и успяват да нанесат тежък удар на българската армия.